# ДОТ № 581 (КиУР)

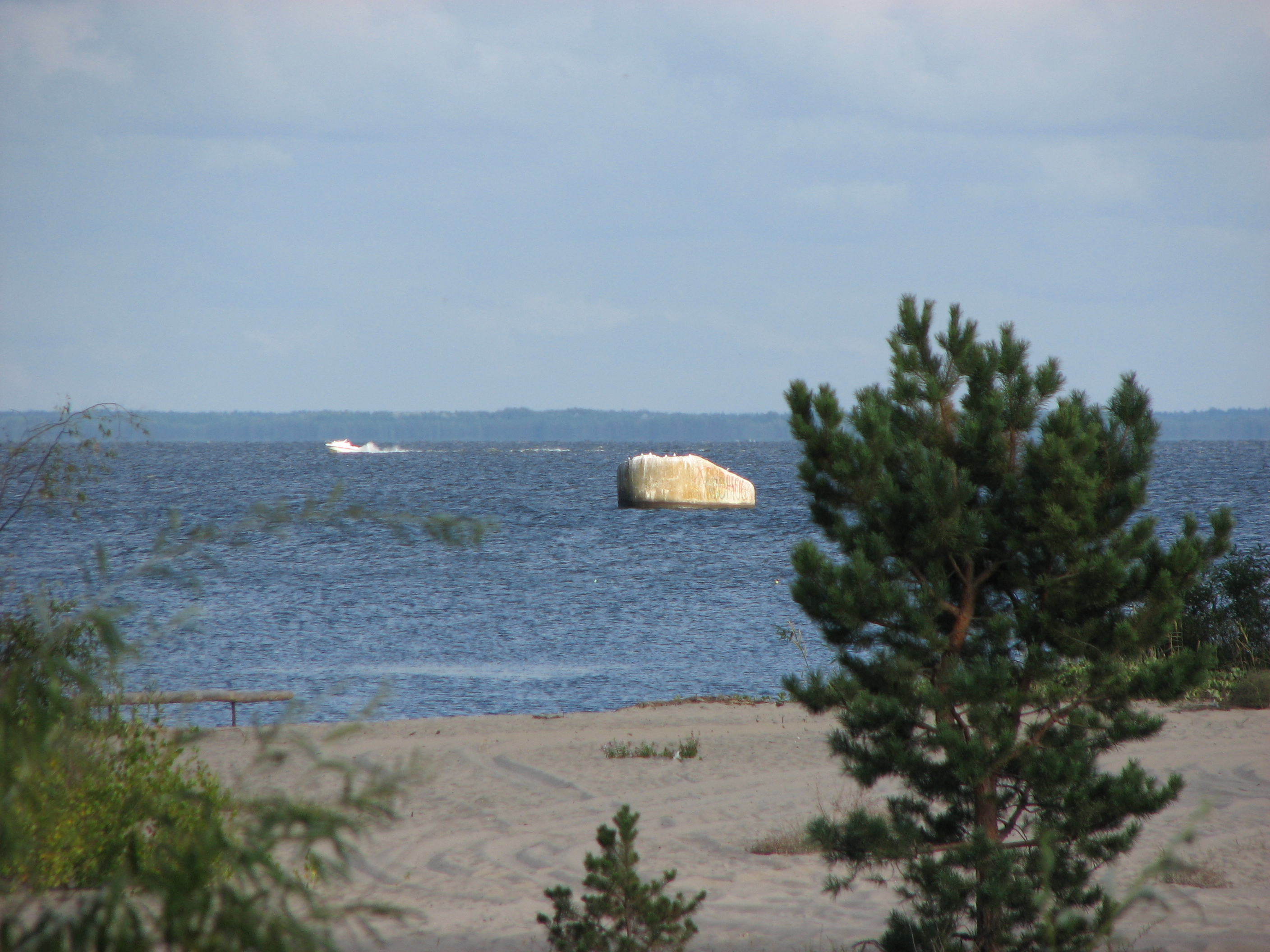
ДОТ № 581

50°43′29.09″ пн. ш. 30°23′04.49″ сх. д. / 50.7247472° пн. ш. 30.3845806° сх. д.
ДОТ № 581 — довготривала оборонна точка, нині його затоплено водами Київського водосховища, знаходиться на відстані 90 метрів від берега.

## Історія

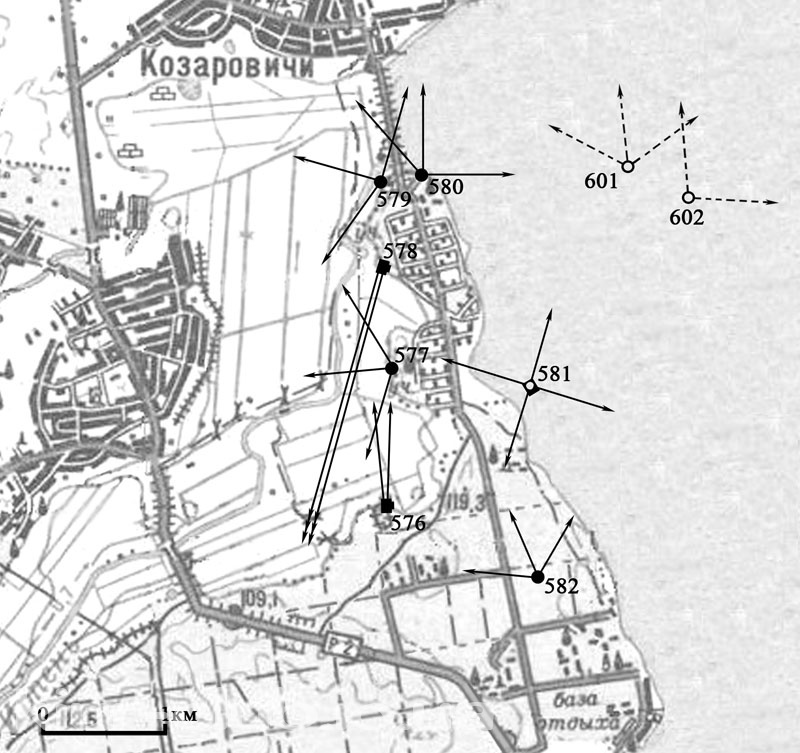
ДОТ № 581 у системі оборони 21-го БРО КиУР

Оборонна точка входила до складу 21-го батальйонного району оборони (БРО) Київського укріпленого району, що прикривав ділянку оборони напроти села Козаровичі. ДОТ контролював шлях Козаровичі — Лютіж, мав 1 поверх та 4 кулеметних амбразури у бронековпаку для одного кулемета. Належить до оборонних споруд типу «М2». Тобто ДОТ міг витримати 1 влучення 152-мм гаубиці.
ДОТ брав участь у Німецько-радянській війні, гарнізон складався із військовослужбовців 161-го окремого кулеметного батальйону КиУР. До 24-25 серпня 1941 року вогнева точка знаходилася у тилу радянських військ, фронт пролягав західніше. Під час другого штурму КиУР, що розпочався 16 вересня 1941 року, ДОТ № 581 мав перший бойовий контакт із супротивником рано вранці 18 вересня, коли 296-та піхотна дивізія німців розпочала штурм КиУР на цьому відтинку. Опівдні ворог захопив ДОТ. У ці ж години війська 37-ї армії Південно-Західного фронту розпочали за наказом відхід з КиУР та міста Київ.

## Сьогодення
На узбіччі дороги є вказівник в напрямку узбережжя, з якого добре видно ДОТ. Металевий бронековпак ДОТ зрізали мародери.

## Галерея

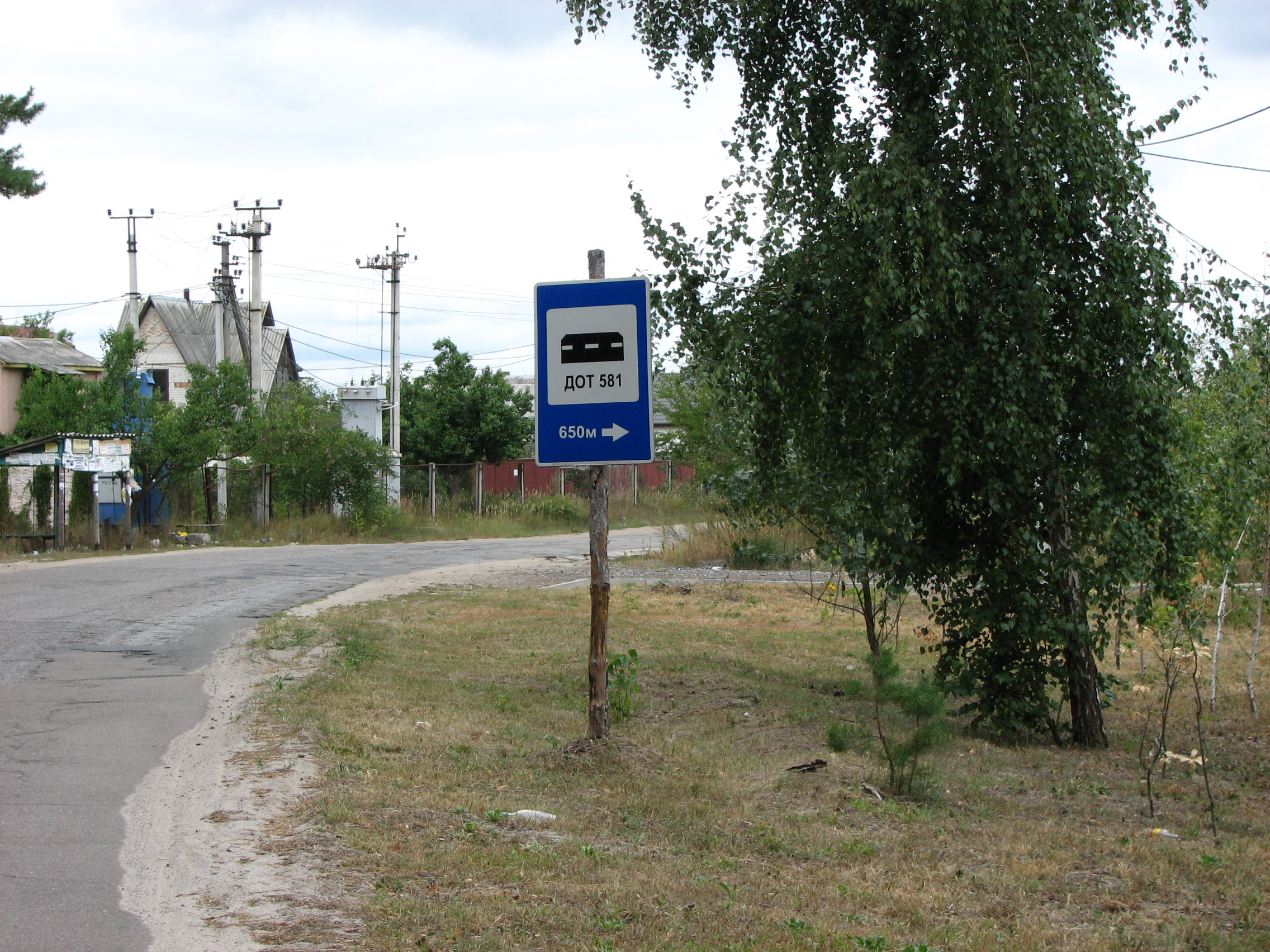
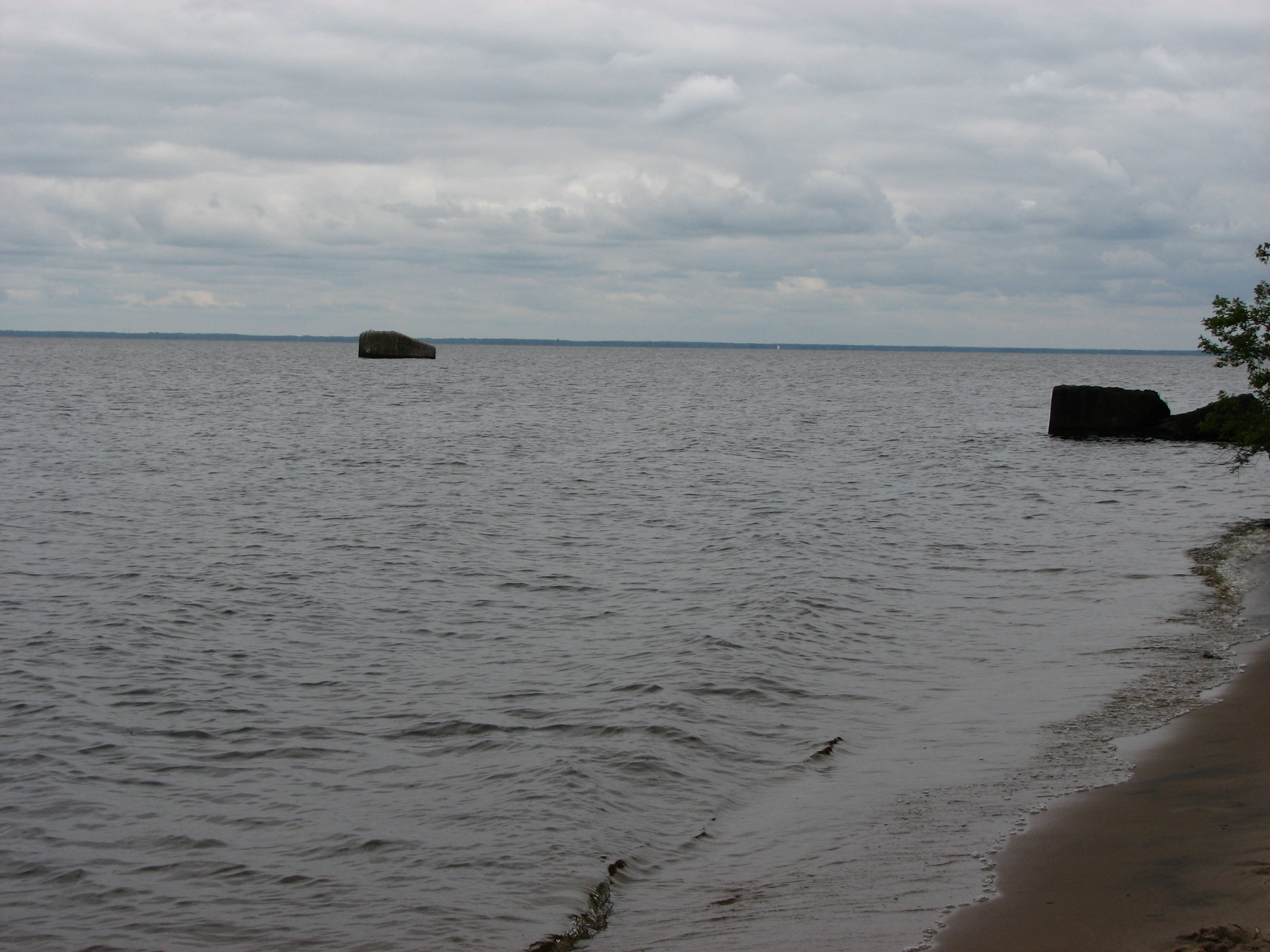
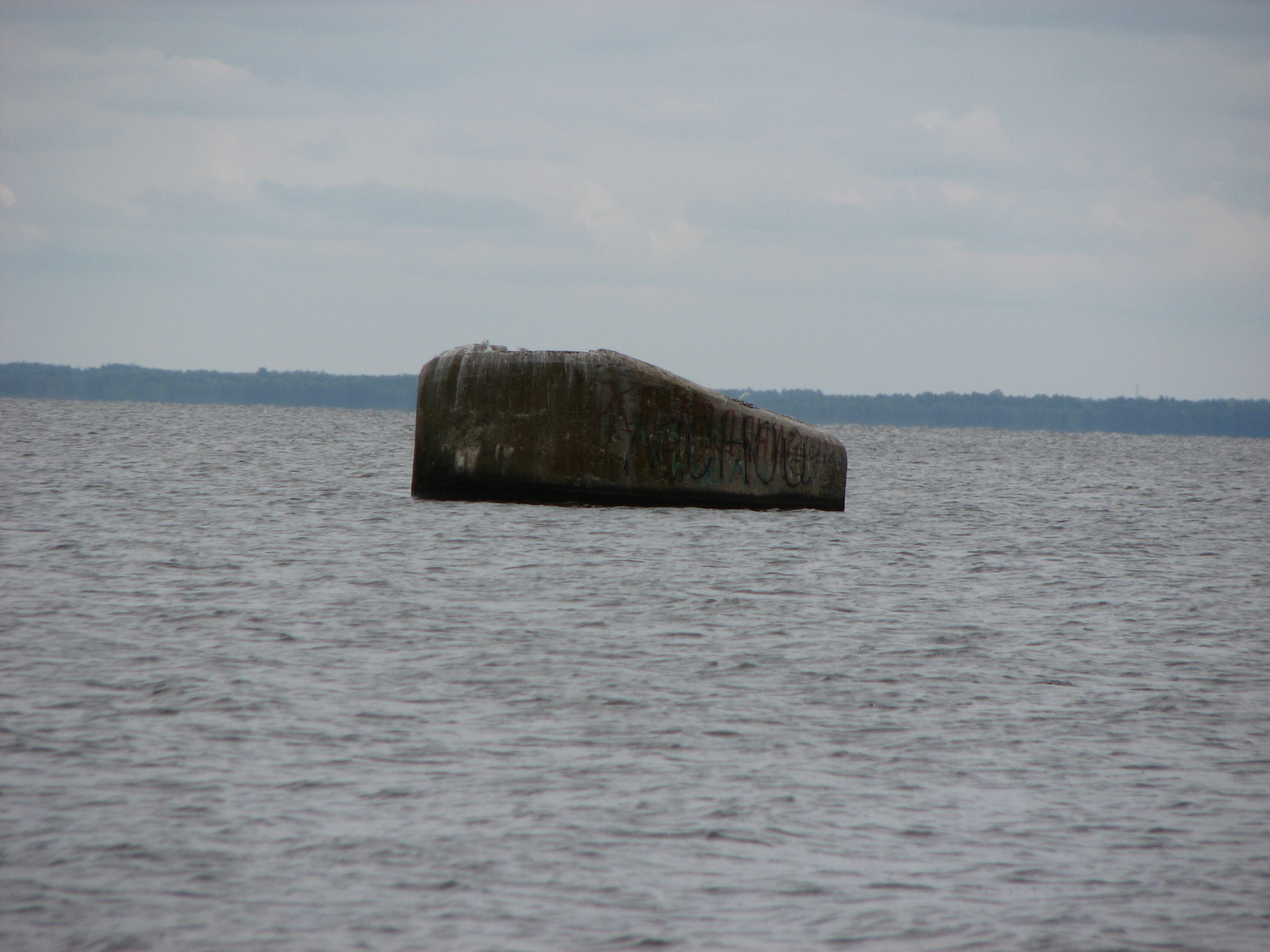
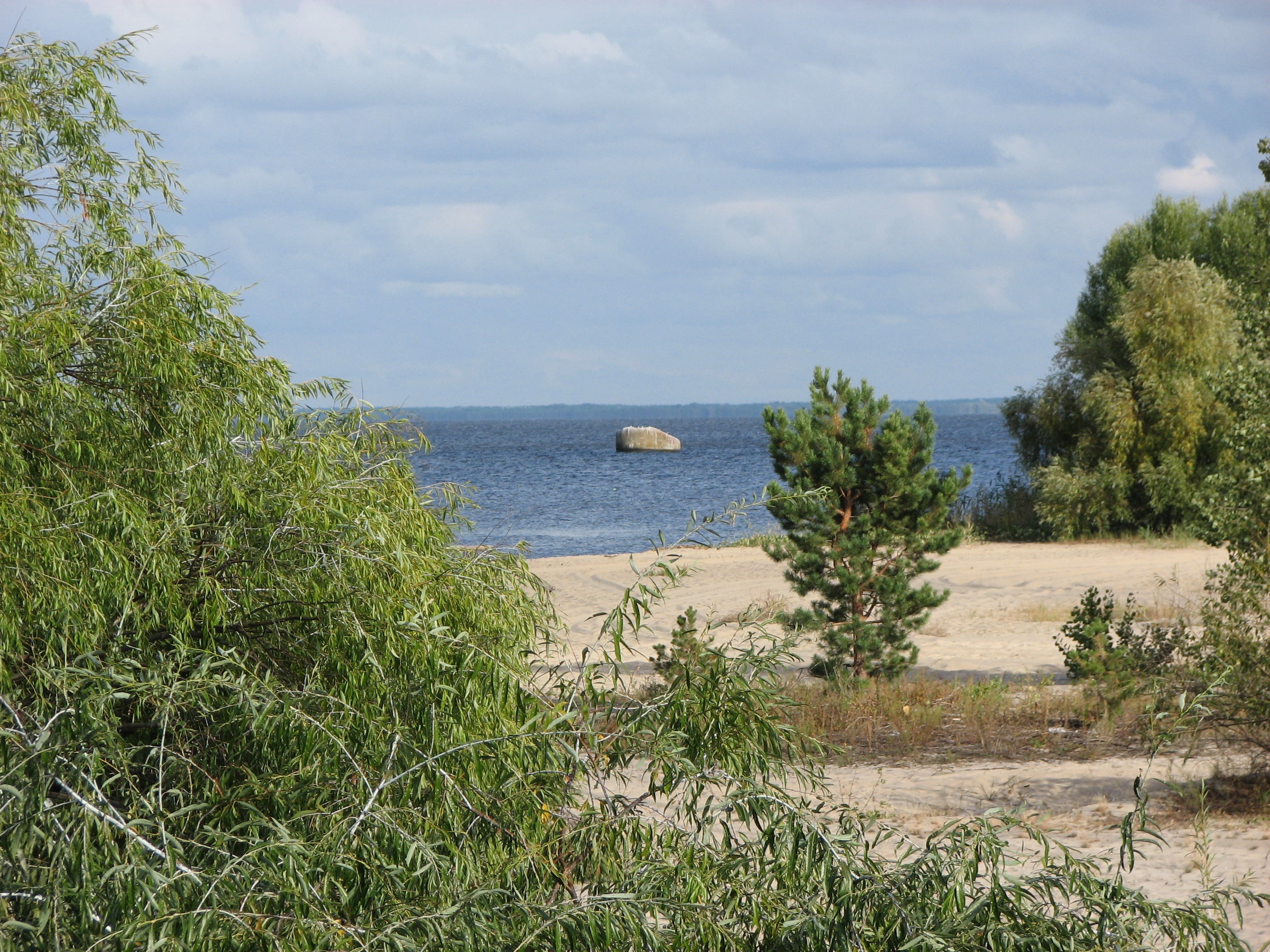